# 渲染方程

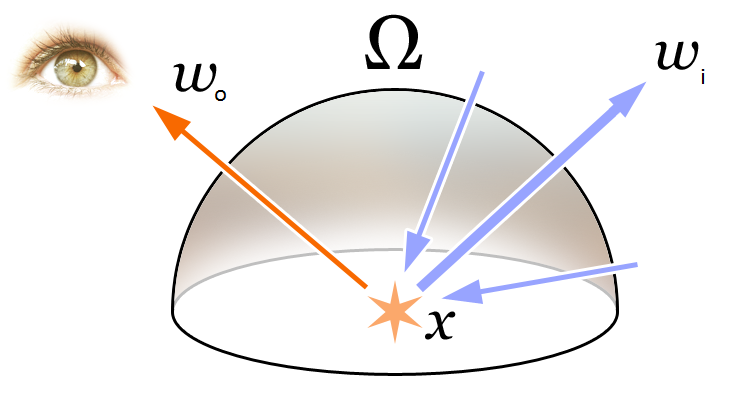
渲染方程描述從x點沿某一方向看的光放射的總額。

在计算机图形学领域，渲染方程（Rendering equation）描述的是光能在场景中的流动。根据光学的物理学原理，它在理论上给出了一个完美的结果，而各种各样的渲染技术，只是这个理想结果的一个近似。渲染方程于1986被吉姆·卡吉雅 与 David Immel et al.同时提出。
渲染方程的物理基础是能量守恒定律。在一个特定的位置和方向，出射光 Lo 是发射光 Le 与反射光之和，反射光本身是各个方向的入射光 Li 之和乘以表面反射率及入射角。
这个方程可以用下面的数学等式表示：
{\displaystyle L_{o}(x,{\vec {w}})=L_{e}(x,{\vec {w}})+\int _{\Omega }f_{r}(x,{\vec {w}}',{\vec {w}})L_{i}(x,{\vec {w}}')({\vec {w}}'\cdot {\vec {n}})d{\vec {w}}'}
其中，
{\displaystyle L_{o}(x,{\vec {w}})} 是在特定位置 {\displaystyle x} 及角度 {\displaystyle {\vec {w}}} 的出射光。
{\displaystyle L_{e}(x,{\vec {w}})} 是在同一位置及方向发出的光。
{\displaystyle \int _{\Omega }...d{\vec {w}}'} 是入射方向半球的无穷小累加和。
{\displaystyle f_{r}(x,{\vec {w}}',{\vec {w}})} 是在该点从入射方向到出射方向光的反射比例。
{\displaystyle L_{i}(x,{\vec {w}}')} 是该点的入射光位置及方向 {\displaystyle {\vec {w}}'}。
{\displaystyle ({\vec {w}}'\cdot {\vec {n}})} 是入射角带来的入射光衰减。
它的两个很显然的特性是：线性和空间同质性。由于只有乘法和加法运算，所以是线性的；由于在所有的位置和方向都一样，所以具有空间同质性。这也就意味着方程的解可以有很大范围的因数与排列。
渲染方程是渲染领域中的一个核心理论概念，它是渲染中不可感知方面的最抽象的正式表示。这个方程经过交叉点将出射光线与入射光线联系在一起，它代表了场景中全部的'光线传输'。所有更加完善的算法都可以看作是这个方程的特殊形式的解。